# 2014 Mix Compilation
2014 Mix Compilation è la prima raccolta del musicista canadese Excision, pubblicata l'8 settembre 2014 dalla Rottun Recordings.

## Il disco
Pubblicato in seguito alla sua partecipazione all'annuale Shambhala Festival, la raccolta contiene una selezione di brani di Excision e altri incisi da altri artisti appartenenti alla musica elettronica e selezionati dallo stesso, tra cui xKore, Dodge & Fuski, Space Laces e Figure.

## Tracce

### CD
Disc 1
1. Excision & Dion Timmer – Out of Time (feat. Splitbreed) – 3:48
2. Space Laces – Digital Gangsta – 3:17
3. Thr Frim – Bassline Skanka 2014 – 3:36
4. Zomboy – Skull 'n' Bones – 3:53
5. Twine – Feel – 4:46
6. Excision & Space Laces – Destroid 7 Bounce (Mayhen & Antiserum Remix) – 4:47
7. Excision & Bassnectar – Destroid 6 Put It Down (Crizzly Remix) – 3:02
8. Let's Be Friends – The Bigger Bang – 4:57
9. Doctor P & Adam F – The Pit (feat. Method Man) – 3:39
10. Barely Alive – Cyber Bully (feat. Messinian) (The Frim Remix) – 4:00
11. Zomboy & MUST DIE! – Survivors – 4:17
12. Excision, Downlink & Space Laces – Destroid 3 Crusaders VIP – 6:58
13. Twine – Inner Taiga – 3:52
14. iBenji – Hellraiser – 5:31
15. Excision & Space Laces – Destroid 10 Funk Hole VIP – 4:19
16. Aweminus – IJDGAF VIP – 4:11

Disc 2
1. Excision & Space Laces – Destroid 7 Bounce VIP – 3:47
2. Apashe – Black Gold – 5:06
3. Barely Alive – Dead Link – 4:41
4. AFK – On the Floor (feat. Messinian) (Dion Timmer Remix) – 3:28
5. Dodge & Fuski & Nick Thayer – Playboy (Barely Alive Remix) – 3:12
6. Barely Alive – Welcome to the Real World (feat. Diamond Eyes) (RayVolpe Remix) – 4:10
7. Trampa – Get Wicked – 5:30
8. Figure – Cowabunga – 3:58
9. Doctor P – Going Gorillas – 3:54
10. The Prototypes – Suffocation VIP – 4:08
11. MineSweepa – Body Language – 2:51
12. Excision & Space Laces – Destroid 11 Get Stupid – 4:06
13. Yugen – Mean Machine (feat. Omar Gonzalez) (The Frim Remix) – 4:54
14. Downlink – Destroid 5 Activation (Getter Remix) – 4:07
15. T-Phonic – All Night Long (feat. Katie's Ambition) – 4:26
16. Excision, Downlink & Space Laces – Destroid 3 Crusaders (Funtcase Remix) – 4:03
17. Xkore – End of the Line (feat. Messinian) – 4:34

### Download digitale
1. Space Laces – Digital Gangsta – 3:17
2. The Frim – Bassline Skanka 2014 – 3:36
3. Excision & Dion Timmer – Out of Time (feat. Splitbreed) – 3:48
4. Zomboy – Skull 'n' Bones – 3:53
5. Twine – Feel – 4:46
6. Excision & Space Laces – Destroid 7 Bounce (Antiserum & Mayhem Remix) – 4:47
7. Apashe – Black Gold – 5:06
8. Barely Alive – Dead Link – 4:41
9. Doctor P & Adam F – The Pit (feat. Method Man) – 3:39
10. Excision & Bassnectar – Destroid 6 Put It Down (Crizzly Remix) – 3:02
11. Lets Be Friends – The Bigger Bang – 4:57
12. AFK – On the Floor (feat. Messinian) (Dion Timmer Remix) – 3:28
13. Barely Alive – Cyber Bully (feat. Messinian) (The Frim Remix) – 4:00
14. Excision, Downlink & Space Laces – Destroid 3 Crusaders VIP – 6:58
15. Zomboy & MUST DIE! – Survivors – 4:17
16. Twine – Inner Taiga – 3:52
17. Aweminus – IJDGAF VIP – 4:11
18. Excision – X-Rated (feat. Messinian) – 4:25
19. Foxsky – Rattlesnake – 5:21
20. xKore – End of the Line (feat. Messinian) – 4:34
21. Excision & Space Laces – Destroid 10 Funk Hole VIP – 4:19
22. Dodge & Fuski & Nick Thayer – Playboy (Barely Alive Remix) – 3:12
23. Barely Alive – Welcome to the Real World (feat. Diamond Eyes) (Ray Volpe Remix) – 4:10
24. Bear Grillz & The Frim – Its Fucking Dubstep – 3:27
25. Trampa – Get Wicked – 5:30
26. Killafoe – Creation Bomb – 4:50
27. Figure – Cowabunga – 3:58
28. Doctor P – Going Gorillas – 3:54
29. The Prototypes – Suffocate VIP (feat. Laura Vane) – 4:08
30. Excision & Space Laces – Destroid 7 Bounce VIP – 3:47
31. MineSweepa – Body Language – 2:51
32. iBenji – Hellraiser – 5:31
33. iBenji – Hellraiser (Davip Remix) – 4:41
34. Excision & Space Laces – Destroid 11 Get Stupid – 4:06
35. Apashe – Black Gold (Hydraulix (AUS) & PhaseOne (AUS) Remix) – 3:28
36. Yugen – Mean Machine (feat. Omar Gonzalez) (The Frim Remix) – 4:54
37. Karetus – Rave On! – 5:04
38. Downlink – Destroid 5 Activation (Getter Remix) – 4:07
39. T-Phonic – All Night Long (feat. Katie's Ambition) – 4:26
40. Axonic – Toasty – 5:37
41. Excision, Downlink & Space Laces – Destroid 3 Crusaders (Funtcase Remix) – 4:03
42. Excision, Downlink & Space Laces – Destroid 2 Wasteland – 4:38